# Coppa delle Nazioni Juniors UCI 2014
La Coppa delle Nazioni Juniors UCI 2014 è stata la settima edizione della competizione organizzata dalla Unione Ciclistica Internazionale, riservata agli atleti di meno di 19 anni. Comprendeva tredici gare ed era riservata alle squadre nazionali.

## Calendario
| Data            | Gara                                           | Vincitore              | Vincitore (Nazioni) | Leader (Nazioni) |
| --------------- | ---------------------------------------------- | ---------------------- | ------------------- | ---------------- |
| 4 dicembre 2013 | Campionati africani-Prova in linea Junior      | Abderrahim Zahiri      | Marocco             | Marocco          |
| 13 aprile       | Paris-Roubaix Juniors                          | Magnus Bak Klaris      | Danimarca           | Danimarca        |
| 25-27 aprile    | Kroz Istru                                     | Aurélien Paret-Peintre | Francia             | Francia          |
| 8-11 maggio     | Course de la Paix Juniors                      | Magnus Bak Klaris      | Danimarca           | Francia          |
| 24-25 maggio    | Trophée Centre Morbihan                        | Erlend Blikra          | Norvegia            | Francia          |
| 30 maggio       | Campionati asiatici-Prova in linea Junior      | Grigoriy Shtein        | Kazakistan          | Francia          |
| 20-22 giugno    | Trofeo Karlsberg                               | Kristjan Kumar         | Slovenia            | Francia          |
| 5-6 luglio      | Grand Prix Général Patton                      | Aleksandr Vlasov       | Italia              | Francia          |
| 12 luglio       | Campionati europei-Prova in linea Junior       | Edoardo Affini         | Italia              | Francia          |
| 13 luglio       | Campionati panamericani-Prova in linea Junior  | Wilmar Paredes         | Colombia            | Francia          |
| 22-27 luglio    | Tour de l'Abitibi                              | Rayane Bouhanni        | Francia             | Francia          |
| 24 settembre    | Campionati del mondo-Prova a cronometro Junior | Lennard Kämna          | Germania            | Francia          |
| 28 settembre    | Campionati del mondo-Prova in linea Junior     | Jonas Bokeloh          | Germania            | Francia          |

## Classifica
Risultati finali.
| Pos. | Nazione     | Punti |
| ---- | ----------- | ----- |
| 1    | Francia     | 318   |
| 2    | Danimarca   | 236   |
| 3    | Germania    | 218   |
| 4    | Stati Uniti | 182   |
| 5    | Italia      | 181   |
| 6    | Belgio      | 180   |
| 7    | Russia      | 170   |
| 8    | Norvegia    | 107   |
| 9    | Slovenia    | 94    |
| 10   | Paesi Bassi | 88    |